# Les Cowboys fringants
Pour les articles homonymes, voir Cowboy.
Les Cowboys fringants sont un groupe québécois de folk, rock et country, originaire de Repentigny, en banlieue de Montréal. Son engagement pour, notamment, l'indépendance du Québec et l'environnement provoque un grand engouement. Le groupe compte plus de 1 300 000 albums vendus à travers toute la francophonie. Tous les membres du groupe participent à l'écriture des chansons, mais la très grande majorité d'entre elles sont écrites par Jean-François Pauzé.
En 2006, le groupe lance la fondation « Cowboys Fringants », qui lutte pour protéger des portions du territoire québécois.
Au cours de leur carrière, les Cowboys remportent un total de sept prix Félix dans la catégorie « Groupe ou duo de l'année » au Gala de l'ADISQ, ce qui en fait le groupe le plus primé dans cette catégorie. Les Cowboys fringants sont souvent considérés comme l'un des groupes ayant eu la plus grande influence sur la musique et la culture québécoise,,,,,.

## Histoire

### Origines et formation (1994-1996)

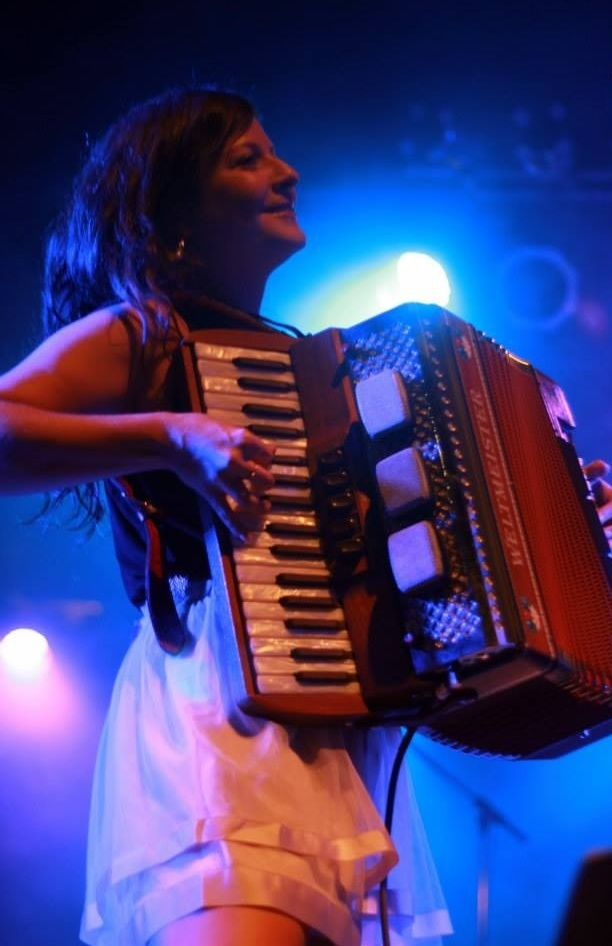
Marie-Annick Lépine.

En septembre 1994, Karl Tremblay et Jean-François Pauzé se rencontrent après une partie de hockey des Jets de Repentigny, un club junior B, dans lequel ils officiaient sur le même trio,. Vers janvier 1995, lorsqu'il apprend que Pauzé est guitariste, Tremblay l'informe qu'il est chanteur et qu'il cherche à monter un groupe. Un soir de février 1995, Pauzé l'invite à jammer dans le sous-sol de ses parents. Ils composent alors une première chanson, intitulée Les Routes du bonheur, suivie le lendemain d'une seconde, Gaétane. Au total, une vingtaine de chansons seront composées pendant cette période.
À l'été 1996, Tremblay et Pauzé participent à un concours amateur d'auteurs-compositeurs organisé par la brasserie « La Ripaille » de Repentigny et finissent deuxième. Pour ce concours country, le duo décide de s'inscrire sous le nom « Les Cowboys fringants » sans penser plus loin : « Pourquoi ce nom? C’est vraiment une histoire très banale. Ben justement comme je disais, on voulait participer à un concours amateur et comme c’était de la chanson western dans un bar country de notre région et on se demandait quel nom prendre. On a hésité entre les Oiseaux fringants et les Cowboys fringants, alors on s’est dit, étant donné que c’est du western on va s’appeler les Cowboys fringants. Et ça a pas été plus loin que ça. Ça a duré une minute la sélection de ce nom. »
Tout au long du concours, une foule de spectateurs vient les encourager. Cet engouement finit par convaincre Marie-Annick Lépine, une étudiante violoniste avec qui Pauzé travaille à son emploi d'été, de rejoindre le groupe pour les demi-finales et la finale. Le petit groupe se met alors à la recherche d'un bassiste et d'un batteur pour compléter leur formation. Débutant à la basse, Jérôme Dupras, le petit-cousin de Marie-Annick Lépine, vient alors rejoindre le groupe ; Dupras propose ensuite à Dominique Lebeau, déjà percussionniste dans le groupe du cousin de Dupras, de les rejoindre. À cette époque, Lebeau accepte de les accompagner pour l'été seulement, le temps d'enregistrer la première cassette, car il désire ensuite poursuivre ses études.

### Premiers albums auto-produits (1997-2001)
Au cours de l'année 1997, 12 Grandes Chansons, la première cassette du groupe, est enregistrée et contient douze des vingt premières chansons qu'ont composées ensemble Karl Tremblay et Jean-François Pauzé. Produite à 500 exemplaires, la cassette s'écoule en quelques mois parmi les amis et les connaissances. Au cours de l'été et de l'automne 1997, le groupe propose quelques spectacles dans leur région natale de Lanaudière (La Ripaille, L'Oasis du vieux Palais, le bar du Portage)[réf. nécessaire].
À la fin de l'année 1998, Pauzé et Lebeau mettent momentanément leurs études en suspens pour composer leur prochain album. Enregistré en deux jours à l'automne, Sur mon canapé sort en novembre. Toujours autoproduit et autodistribué, l'album se vend à plus de mille exemplaires grâce essentiellement au bouche à oreille et commence à se faire connaître dans le milieu étudiant. En 1999, le groupe commence à percer à Montréal lors de Kabarets Kerozen, ; il apparait sur les radios locales ainsi que sur Cool FM et Radio-Canada, et il décroche une seconde place au concours des Francouvertes de 2000. Les Cowboys fringants ne trouvent néanmoins aucun producteur. Toujours autoproduit, leur nouvel album, Motel Capri, sort en avril 2000, mais est tout de même distribué en magasin grâce à un contrat de licence avec l'Empire Kerozen.
Motel Capri permet au groupe de conforter leur modeste succès qui possède désormais une petite communauté de fans. Le groupe participe aux FrancoFolies de Montréal de l'été 2000 et produit une tournée Motel Capri d'une cinquantaine de dates qui leur assure un plus vaste public.

### Succès (2002-2005)
En mars 2002 sort Break syndical, qui obtient un succès critique et dont la tournée obtient un succès retentissant. Le groupe commence à être diffusé sur les radios commerciales, et la chanson Toune d'automne devient un des grands succès de l'année. Le 1er juillet 2002, ils jouent au Témiscamingue pour la fête du Canada, mais leurs fans leur reprochent que ce concert est incohérent avec leur engagement indépendantiste. À la fin de l'été, ils se produisent devant 8 000 personnes au parc Jarry avec Plume Latraverse.
La tournée Break Syndical se poursuit en 2003, alors que l’album est nommé au Prix Juno pour l’album francophone de l’année,. En mai, le groupe sort son premier album live, Attache ta tuque!, qui inclut des versions des spectacles de la tournée montréalaise. En automne, le groupe remporte les Félix de l'album alternatif, du groupe de l'année et du spectacle de l'année au gala de l'Adisq. Après 153 concerts, la tournée se conclut le 30 décembre par le centre Bell, où le groupe se produit pour la première fois et parvient à vendre les 20 000 places offertes par la salle. En avril 2004, le groupe se produit en France à l'Élysée-Montmartre de Paris, à guichet fermé, ce qui atteste d’une certaine popularité en Europe francophone.
En octobre 2004, les Cowboys fringants sont nommés groupe de l’année au gala de l'ADISQ d'octobre pour la deuxième fois consécutive. En novembre 2004 sort leur nouvel album, La Grand-Messe, dont la tournée débute quatre jours après la sortie du disque. Début 2005, le groupe enchaîne quatorze spectacles au théâtre La Tulipe de Montréal et remplit la salle chaque soir. Durant l'été, à l'occasion de la Saint-Jean-Baptiste, les Cowboys fringants se produisent sur le circuit Gilles-Villeneuve, à l'île Notre-Dame, aux côtés de Loco Locass, les Zapartistes et Mononc' Serge, devant 25 000 personnes. Le spectacle est une alternative privée, payante et plus politisée aux concerts subventionnés et télévisés du parc Maisonneuve,.
À l'automne 2005, leur chanson Les Étoiles filantes remporte le Félix de la chanson de l'année. Parallèlement à leur tournée au Québec et en France, ils lancent la Fondation des Cowboys Fringants, qui œuvre pour la sauvegarde du milieu naturel québécois. Après 186 spectacles, la tournée de la Grand-Messe se conclut au centre Bell le 30 décembre 2006 comme ce fut le cas pour la tournée de 2003. L’album, quant à lui, atteint les 230 000 exemplaires vendus en deux ans.

### Nouveau départ (2006-2010)
Après une petite pause, le groupe repart faire une tournée de festivals pendant l'été 2007. Le batteur Dominique Lebeau crée la surprise en annonçant par courriel qu'il quitte le groupe, le lendemain de la dernière prestation à l'International de montgolfières de Saint-Jean-sur-Richelieu.

« J'y pensais depuis longtemps, mais j'attendais d'être sûr […] On n'était pas d'accord sur un tas de points. D'ailleurs, j'étais souvent le seul des cinq à ne pas être d'accord. J'étais aussi le seul avec des enfants. On n'avait pas le même rapport au temps. Je me suis mis dehors moi-même pour le bien de tous, y compris du public. »

— Dominique Lebeau, 23 mai 2009
Pour les maquettes du prochain album, ainsi que sur quelques-unes des pistes officielles, c'est le bassiste Jérôme Dupras qui prend en plus le rôle du batteur tandis que le batteur Steve Gagné s'occupe de cette tâche pour le reste de l'album. Le groupe change également de collaborateurs en studio et s'associe au producteur Louis Legault pour l’enregistrement et la réalisation de l’album.
Au cours de la seconde moitié de 2007, Jean-François Pauzé écrit vingt-neuf chansons, mais le groupe décide de ne garder que quatorze chansons pour l’album L’Expédition, qui sort en septembre 2008, afin de garder une certaine uniformité. Les trois premiers extraits de l’album (Entre deux taxis, Tant qu’on aura de l’amour et La Tête haute) atteignent le haut des palmarès radiophoniques québécois,. Les chansons non incluses dans L’Expédition sont regroupées sur un autre album intitulé Sur un air de déjà vu, qui sort en novembre 2008. La tournée de L’Expédition démarre à Brossard le 6 novembre 2008 et se poursuit à travers tout le Québec et l'Europe. Afin de compenser les émissions de CO2 des véhicules du groupe et des spectateurs au cours de la tournée, 35 000 arbres sont plantés. Les Cowboys fringants sont accompagnés sur scène par le multi-instrumentiste (guitares, piano, mandoline, accordéon) Daniel Lacoste ou Simon Landry (selon le concert) pour remplacer les cuivres et Marc-André Brazeau remplace Lebeau à la batterie.
En février 2009, ils font une brève tournée de cinq dates en Europe, qui réunit 20 000 spectateurs. Au cours de cette tournée européenne, ils se produisent pour la première fois à l'Olympia de Paris pour trois spectacles qu'ils jouent à guichets fermés. Ils jouent ensuite devant 6 000 personnes à la Halle Tony-Garnier de Lyon et à l'Aréna de Genève. Cette année-là, leur site internet indique qu’ils ont vendu plus de 800 000 albums depuis le début du groupe. Le 25 novembre 2009, ils enregistrent leur concert donné au Zénith de Paris pour un album live.

### Que du ventetOctobre(2011-2019)

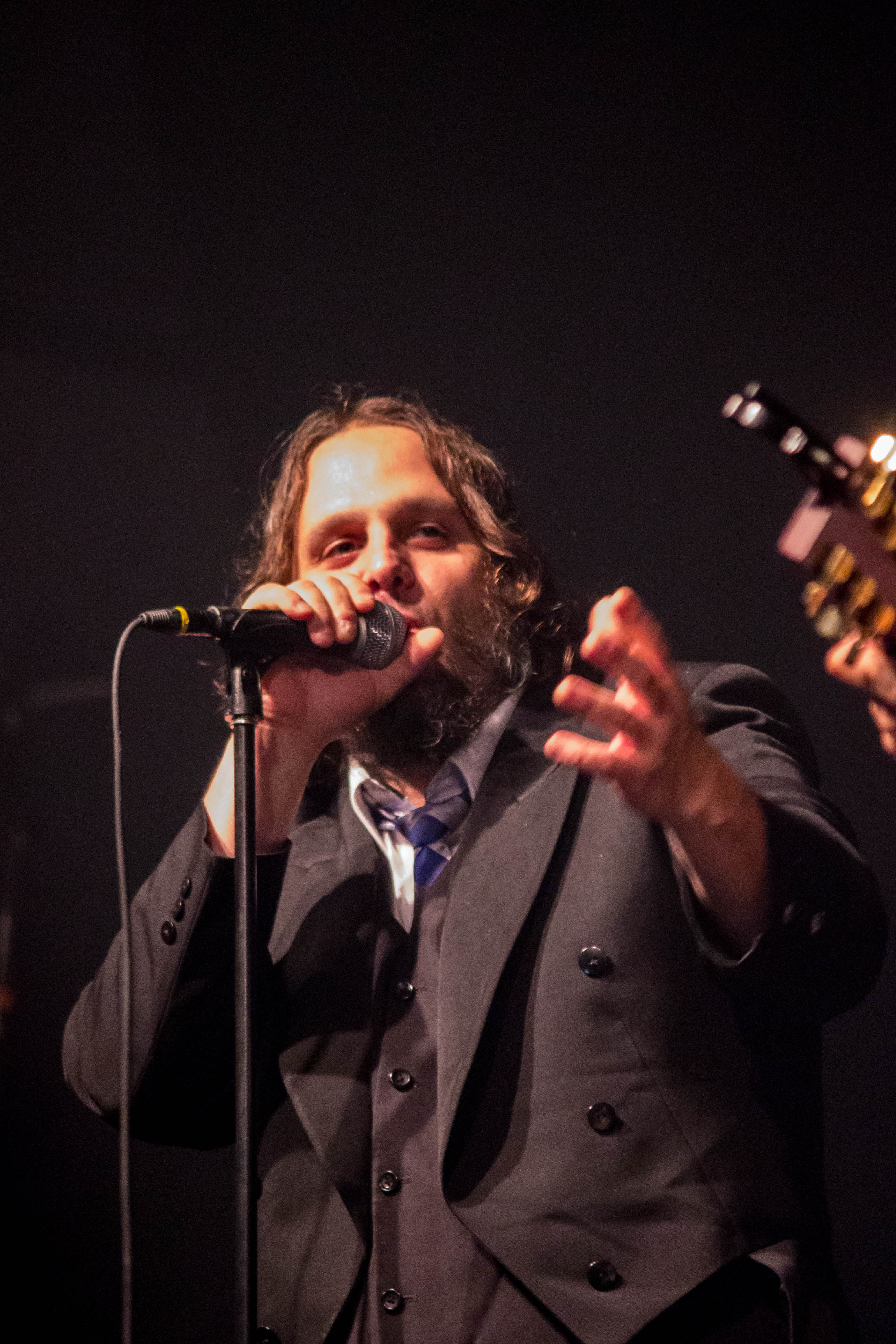
Le chanteur du groupe Karl Tremblay au Festival international de la chanson de Granby en 2013.

La tournée de L'Expédition se poursuit jusqu'en septembre 2010. Ils font la tournée des festivals durant l'été 2011, malgré l'écriture et l'enregistrement d'un nouvel album, Que du vent, dont la sortie a eu lieu le 14 novembre 2011.
À l'automne 2015, le groupe sort un nouvel album, intitulé Octobre. Cet album marque le retour de textes plus engagés, et on peut y entendre plus de guitares, de la réverbération, une voix plus railleuse. Il a été réalisé aux États-Unis, en compagnie de Gus van Go et Werner F. Le 12 mai 2017 sort l’album collectif Nos forêts chantées, écrit par des élèves de secondaire, sous l’initiative des Cowboys fringants pour favoriser la plantation d'arbres. Entamant une nouvelle tournée européenne pendant l'été 2019, passant notamment par des festivals comme Solidays ou le Paleo Festival de Nyon (Suisse), les Cowboys fringants annoncent la sortie d'un nouvel album intitulé Les Antipodes le 4 octobre 2019.

### Succès desAntipodes(2019-2021)
Les Antipodes connait un succès commercial, est bien accueillie par la critique et permet aux Cowboys d’être distingués « groupe de l’année » au 42e gala des prix Félix. L'album remporte également les prix d'album de l'année (succès populaire) et d'album rock de l'année. Par ailleurs, L'Amérique pleure, titre tiré de cet album, est élu Chanson de l’année à ce même Gala, et décroche en mai 2020 le record de durée de la chanson la plus diffusée sur les radios québécoises (26 semaines consécutives) avant d’être détrôné une semaine plus tard par le groupe 2Frères. En octobre 2019, les Cowboys fringants lancent Artistes pour le climat afin de gagner plus d'artistes à la cause climatique. L'étape suivante se profile en 2020 : la création du mouvement Ceinture verte avec sept groupes écologistes.
En 2020, le site internet du groupe indique que 1 300 000 albums ont été vendus au total,. À la fin de l’année, les Cowboys sortent un film-concert sous le même titre que leur chanson phare L'Amérique pleure,. L’album est nommé au Prix Juno 2021 pour le prix de l’album francophone de l’année,. En mars 2021, le lendemain du Gala de l’Adisq, le groupe sort un album qui s’intitule Les Nuits de Repentigny. L’album, plus léger que les précédents, est comparé à celui des Insuccès, car il reprend avec dérision de vieilles chansons non publiées jusque là ; le groupe renoue avec la chanson humoristique. À l'insu du public, le chanteur Karl Tremblay au moment de la sortie de l'album suit un traitement contre le cancer.

### Décès de Karl Tremblay etPub Royal(depuis 2022)
Les Cowboys annoncent en juillet 2022 que leur chanteur Karl Tremblay est atteint d’un cancer de la prostate,. Le 10 juillet 2023, le groupe doit annuler un concert, une première en plus de 20 ans, en raison du calendrier médical du traitement.
Le 17 juillet 2023, après un report en raison d’un orage, le groupe clôture le 55e festival d'été de Québec devant 90 000 spectateurs sur les plaines d'Abraham malgré la fatigue avouée de Karl. Il s'agirait de la plus grande foule enregistrée pour un artiste québécois au Festival d'été de Québec, un spectacle qualifié d’« historique ». Durant celui-ci, Karl Tremblay, visiblement affaibli par la maladie, interprète, assis sur scène, la chanson Sur mon épaule. Ce moment deviendra viral et sera présenté en ouverture du 45e gala des prix Félix, gala qui lui sera dédié. Robert Charlebois décrit ce grand rassemblement comme une « célébration » et mentionne que c'est l'émotion la plus forte qu'il a vécu professionnellement, malgré tout ce qu'il a fait dans sa vie, notamment avec Félix Leclerc et Gilles Vigneault.
À l’automne 2023, un projet de comédie musicale intitulé Pub Royal, présentée par la compagnie circassienne Les 7 doigts de la main, prend l’affiche ; elle est inspirée de l'univers des Cowboys fringants. Jean-François Pauzé annonce l'arrivée imminente du onzième album du groupe. Lors de la 45e édition du gala de l’ADISQ , le 5 novembre 2023, les Cowboys fringants sont désignés « groupe de l'année » pour la sixième fois.
Le chanteur du groupe, Karl Tremblay, meurt le 15 novembre 2023,. L'annonce de sa mort donne lieu à des rassemblements spontanés et plusieurs villes dont Montréal, Québec, L'Assomption ou encore Sherbrooke annoncent la mise en berne de leurs drapeaux,. Un hommage laïc, équivalent des funérailles d'État, est organisé au Centre Bell le 28 novembre 2023.
Le groupe est récompensé en mars 2024 pour la première fois par un prix Juno, celui de l’album francophone de l’année.
Les représentations de la comédie musicale Pub Royal données du 12 au 14 avril 2024 au Grand Rex à Paris ont donné lieu à un accueil chaleureux et émouvant de la part du public français.
Le 24 avril 2024, le groupe annonce la sortie d'un nouvel album le lendemain, intitulé Pub Royal,. L'album, composé de treize chansons, dont quatre entièrement instrumentales, combine cinq chansons provenant de la comédie musicale Pub Royal et quatre titres inédits. Karl Tremblay a pu prêter sa voix à six chansons, enregistrés avant sa mort en novembre 2023. Les autres chansons sont interprétées par Jean-François Pauzé et Marie-Annick Lépine.
Lors du 46e gala des prix Félix, l'album Pub Royal remporte les prix Félix de la chanson de l'année (pour La Fin du show), de l'album alternatif de l'année, du choix de la critique et du vidéoclip de l'année (pour La Fin du show). Lors de ce même gala, Jean-François Pauzé est sacré auteur-compositeur de l'année, alors que les Cowboys fringants remportent le prix du groupe de l'année pour une septième fois. Lors du discours de remerciements pour leur prix de groupe, Marie-Annick Lépine remercie le public pour « ces 28 magnifiques années », tout en rendant hommage à Karl Tremblay.

## Univers musical
Le groupe décrit son style de musique comme du « rock alternatif québécois ». L'auteur-compositeur principal du groupe, Jean-François Pauzé, se dit influencé dans l'écriture de ses textes par Plume Latraverse, Philippe Lafontaine et, globalement, par l’ensemble des groupes francophones. Le social, la politique et l’histoire du Québec sont des thèmes récurrents des Cowboys fringants car, selon Pauzé, « pour comprendre et se situer dans ce monde, il faut préalablement connaître ses racines et son histoire, l’origine de toute identité ». Un de leurs principaux combats est l'écologie, un thème qui revient également souvent dans leurs chansons.
Les Cowboys fringants ont appris à jouer au cours de leur carrière. À leurs débuts, seule Marie-Annick Lépine avait une véritable formation de musicien, les autres membres débutaient la musique. Depuis leur arrivée dans le décor musical, Les Cowboys fringants en sont venus à faire l'objet d'un véritable culte parmi les jeunes québécois, notamment puisque le groupe « portait le mieux leurs angoisses et leurs désillusions. Une génération devenue adulte après le référendum de 1995, tourmentée par le climat et la mondialisation, déçue de ce qu’est devenu le Québec. » Ils sont également connus, plus modestement, en Europe francophone (France, Suisse et Belgique). Il existe un groupe de fans français appelé « Les Cousins fringants », qui se charge de faire connaître la musique du groupe en France.
Les Cowboys fringants sont de grands fans de Passe-Partout et de son compositeur, Pierre F. Brault, ainsi que du chanteur français Renaud.

### Fierté du Québec
Les Cowboys fringants utilisent le joual dans leurs textes pour valoriser le parler québécois. Les paroles de leurs chansons concernent notamment l'histoire du Québec et son indépendance.
Ils s'inscrivent dans le renouveau et la popularisation de la musique traditionnelle, comme le groupe Mes Aïeux.

### Thématique sociale et histoires de vie

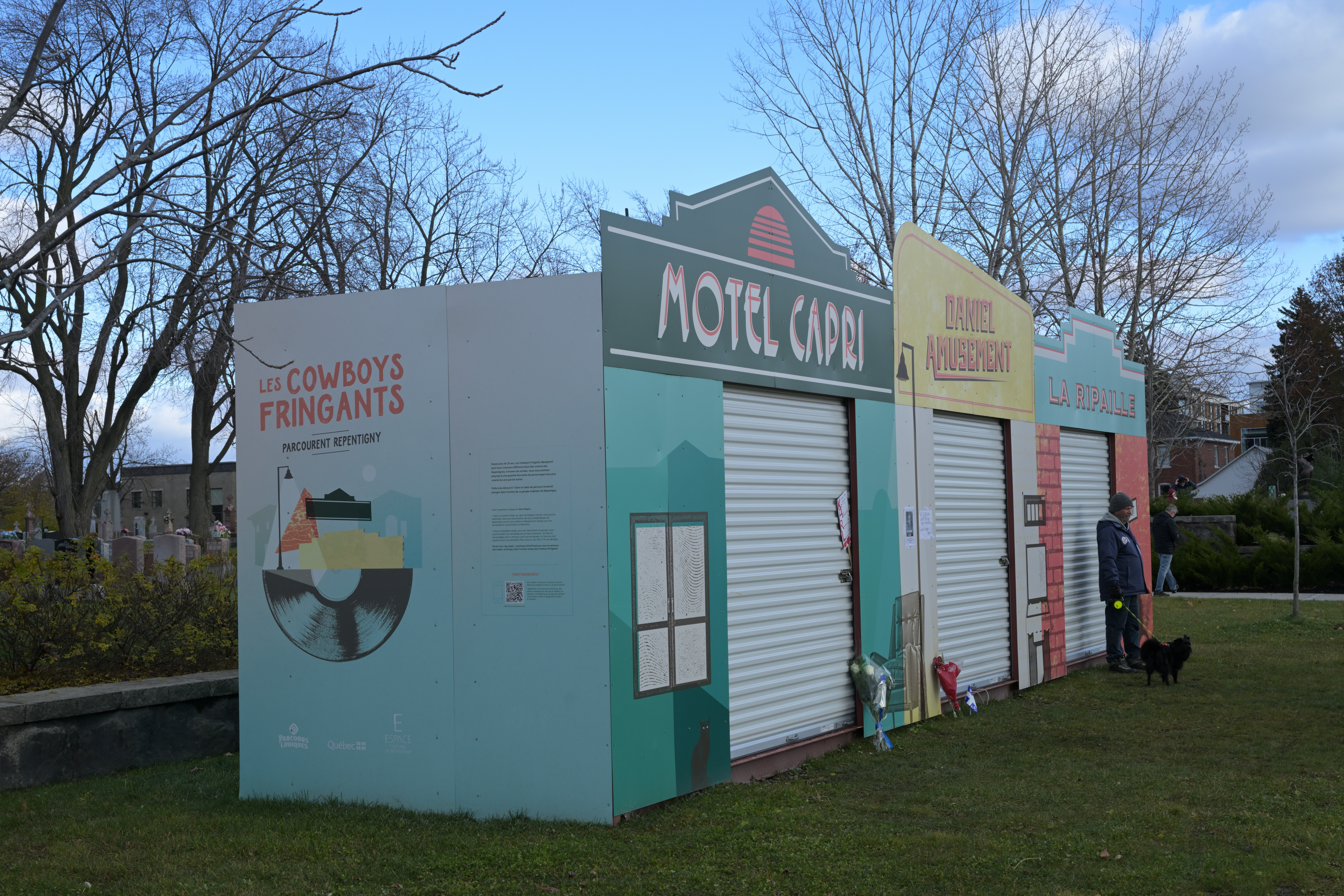
Installation sur le thème des Cowboys Fringants, à Repentigny.

Ils décrivent dans certaines chansons des problèmes personnels et familiaux, à travers des histoires de vie. Leur œuvre musicale rapporte les aventures de plusieurs personnages fictifs récurrents.
Sont ainsi abordées la vie de banlieue ainsi que la nostalgie de l'enfance et de l'adolescence.

### Engagement politique, notamment écologique
Les sujets typiques abordés dans leurs chansons sont l'environnement, la pauvreté, de même que la dénonciation de la surconsommation, de l'emprise des corporations, de l'état-croupier, du cynisme gouvernemental ou encore de l'apathie générale à l'égard de la politique.
Le message politique est parfois clair et revendicatif, comme dans la chanson En berne et son vidéoclip ; d’autres fois, il est traité avec humour ou ironie dans leur musique.
Avec d'autres groupes comme Capitaine Révolte, Loco Locass et les Vulgaires Machins, les Cowboys fringants marquent le retour de la musique engagée au Québec, mouvement qui s'était peu à peu éteint dans les années 1980-90, victime du syndrome post-référendaire, mais surtout du déferlement planétaire de musique et des chansons « commerciales » caractéristiques de cette période. Le message des Cowboys fringants en est un de gauche réformiste, encourageant la solidarité populaire, la protection de l'environnement et la souveraineté du Québec, le tout adapté à la réalité du Québec moderne.

### Humour
Le groupe a aussi sorti beaucoup de chansons à visée humoristique. Avec autodérision, ils présentent notamment dans leurs albums Les Nuits de Repentigny et Les Insuccès, des titres qu’ils estiment ratés voire proches du ridicule.

### Personnages
L'univers musical des Cowboys fringants est composé de plusieurs personnages fictifs et réels qui font des apparitions sporadiques dans leur chanson. Au total, on compterait 150 personnages répertoriés.
Le personnage le plus récurrent dans l'univers des cowboys est sans équivoque Gina Pinard, une ex-danseuse nue mariée au camionneur fêtard Jipi Labrosse. Elle apparait pour la première fois sur 12 grandes chansons dans la pièce L'agacepésie où elle rencontre Jipi Labrosse. Le groupe lui rend un dernier hommage dans l'album Pub Royal en lui réservant une pièce complète ; Vie et mort de Gina Pinard. Voici quelques autres personnages répertoriés dans leurs chansons.
- Gina Pinard : L'agacepésie. La culbute, Le Pouceux, Camping Ste-Germaine, La ballade de Jipi Labrosse, Sur un air de déjà vu, Noël brun, Vie et mort de Gina Pinard,
- Loulou Lapierre : Les routes du bonheur, La rue Chapdelaine, Joyeux calvaire, Loulou vs Loulou, Loulou (partie II);
- Mimi/Lépine (Marie-Annick Lépine) : Normal Tremblay, L'Amérique pleure, La grippe, Anguille sous roche;
- Le chum Richard : Évangeline, Sur un de déjà vu, La dévisse, Les nuits de Repentigny;
- Carlo/Karl (Karl Tremblay) : Normal Tremblay, Anguille sous roche, La fin du show;
- Jipi Labrosse : La noce, Camping Ste-Germaine, La ballade de Jipi Labrosse;
- Le grand Jerry : Les routes du bonheur, Impala blues, La noce;
- Les frères Talbot : Le shack à Hector, L'agacepésie,
- Vincent Caza : Symphonie pour Caza, Normal Tremblay;
- Le beau André : Les routes du bonheur, La noce;
- Jérôme (Jérôme Dupras) : Normal Tremblay, Anguille sous roche;
- Titi Tancrède : Titi Tancrède, Anguille sous roche;
- La Catherine : La Catherine, Y'est 3 heures on ferme!

## Fondation Cowboys fringants
La fondation Cowboys fringants est un organisme bénévole, autofinancé et sans frais de gestion. Elle a trois missions principales : la réduction des impacts du groupe musical sur l’environnement, la protection des territoires à haute valeur écologique et la recherche scientifique. La fondation organise la compensation du carbone émis par le groupe et le transport du public pour venir aux concerts. Au total, ce sont 7 556 tonnes de CO2 émis pour 2008, ce qui représente la plantation de 33 584 arbres.

## Membres

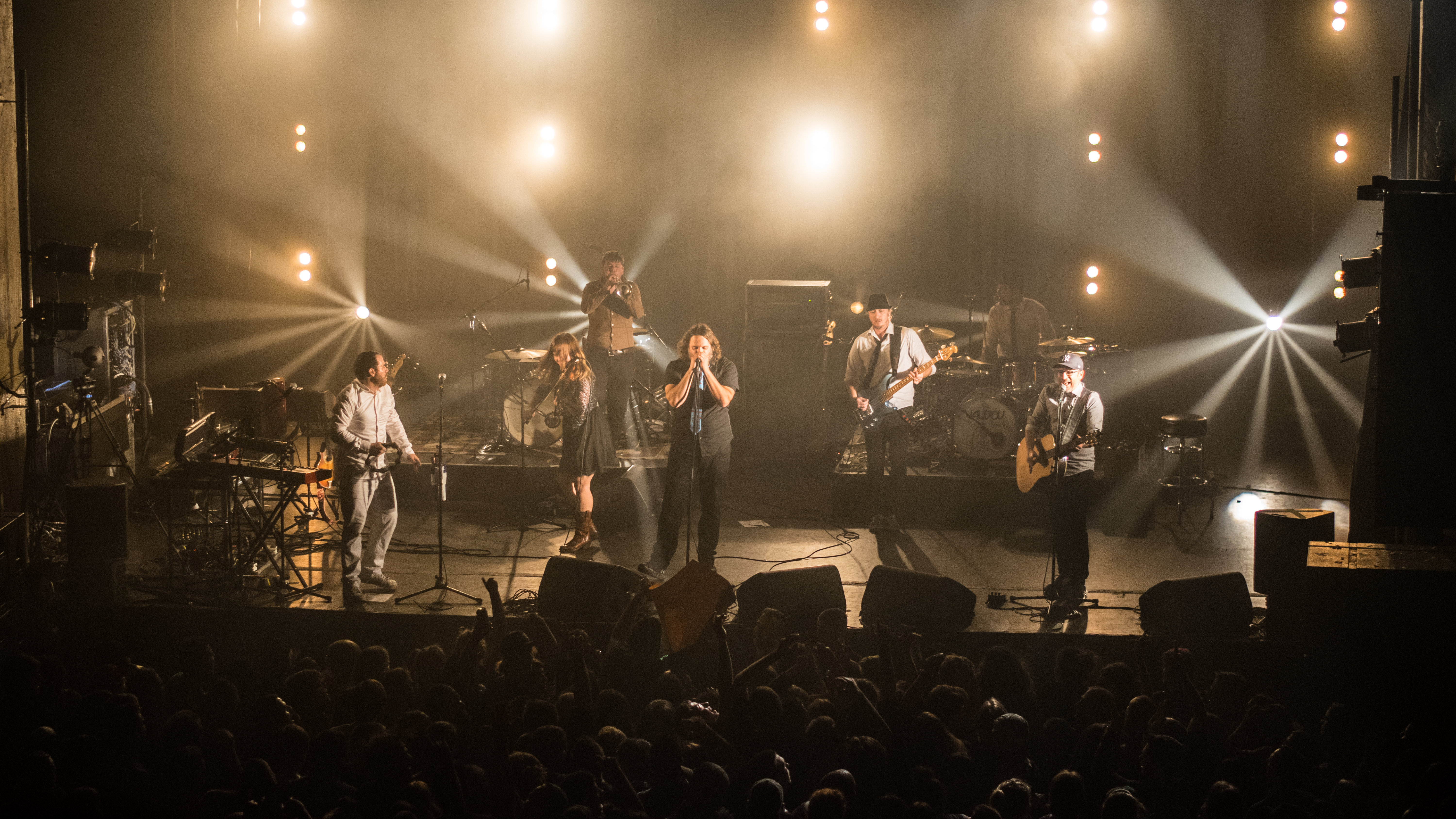
Les Cowboys fringants en concert au Métropolis à Montréal (Québec) en 2016.

### Membres actuels
- Jean-François Pauzé - guitare, chant, harmonica
- Marie-Annick Lépine - violon, mandoline, accordéon, chant, piano, flûte
- Jérôme Dupras - basse

### Anciens membres
- Dominique Lebeau - batterie (1997-2007)
- Karl Tremblay - chant, kazoo, clavier, guitare (1997-2023 ; décédé)

## Vidéographie

### Vidéoclips
- Motel Capri
  - Le Gars d'la compagnie
  - Marcel Galarneau
- Break syndical
  - Mon chum Rémi
  - En berne
  - Heavy metal
  - Break syndical
- La Grand-Messe
  - Plus rien
  - Ti-cul
  - Les Étoiles filantes
  - La Reine
- L'Expédition
  - Droit Devant
  - Chêne et roseau
  - Tant qu'on aura de l'amour
  - Entre deux taxis
- Sur un air de déjà vu
  - Au pays des sapins géants
- Que du vent
  - Shooters
- Octobre
  - Octobre
  - La dévisse
- Les Antipodes
  - L'Amérique pleure
  - Sur mon épaule
  - Ici-bas[83]
- Tirée du film L'Amérique pleure
  - Sous-sol
- Pub royal
  - La fin du show

### Film
- L'Amérique pleure : le film est un concert-événement filmé dans les quatre coins du Québec. Le film prend l'affiche le 9 avril 2021 dans les cinémas[46].

### DVD
- Attache ta tuque, live au Spectrum de Montréal en décembre 2002 incluant un documentaire intitulé Country : L'épopée des Cowboys fringants.
- Live au Centre Bell, enregistré le 30 décembre 2003

## Récompenses et distinctions
Gala de l'ADISQ
- 2002 : Prix Félix de l'album alternatif de l'année pour l'album Break syndical
- 2003 : Prix Félix du groupe de l'année
- 2003 : Prix Félix de l'album alternatif de l'année pour l'album Attache ta tuque
- 2003 : Prix Félix du spectacle auteur-compositeur-interprète
- 2004 : Prix Félix du groupe de l'année
- 2005 : Prix Félix de la chanson populaire de l'année pour la chanson Les Étoiles filantes
- 2005 :  Prix Félix de l'album alternatif de l'année pour l'album La Grand-Messe
- 2006 : Prix Félix pour le vidéoclip Plus rien[84]. Il a été parodié par le groupe Rock et Belles Oreilles lors du Bye Bye 2006.
- 2008 : Prix Félix de l'album folk contemporain de l'année pour l'album Au Grand Théâtre de Québec
- 2011 : Prix Félix du groupe de l'année
- 2012 : Prix Félix de l'album rock de l'année pour l'album Que du vent
- 2016 : Prix Félix de l'album rock de l'année pour l'album Octobre
- 2020 : Prix Félix du groupe de l'année
- 2020 : Prix Félix de la chanson de l'année pour la chanson L'Amérique pleure
- 2020 : Prix Félix de l'album meilleur vendeur pour l'album Les Antipodes
- 2020 : Prix Félix de l'album rock de l'année pour l'album Les Antipodes
- 2020 : Prix Félix du vidéoclip de l'année pour la chanson L'Amérique pleure
- 2021 : Prix Félix du groupe ou duo de l'année
- 2021 : Prix Félix de l'album rock de l'année pour l'album Les Nuits de Repentigny
- 2022 : Prix de l'album de l'année - Succès populaire pour la bande sonore originale du film L'Amérique pleure[85]
- 2023 : Prix Félix du groupe ou duo de l'année[86]
- 2024 : Prix Félix de l'album alternatif de l'année pour Pub royal[87]
- 2024 : Prix Félix de l'album de l'année - Choix de la critique pour Pub royal[87]
- 2024 : Prix Félix du vidéoclip de l'année pour La fin du show[88]
- 2024 : Prix Félix de l'auteur-compositeur de l'année pour Jean-François Pauzé [89]
- 2024 : Prix Félix de la chanson de l'année pour la chanson La fin du show[89]
- 2024 : Prix Félix du groupe ou duo de l'année[89]
- Pour la comédie musicale Pub royal :
  - 2024 : Prix Félix du script de l'année[88]
  - 2024 : Prix Félix de la mise en scène et scénographie de l'année[88]

Gala des prix Juno
- 2003 : Nomination au Prix Juno de l'album francophone de l'année pour l'album Break syndical
- 2021 : Nomination au Prix Juno « TikTok fan choice[90] »
- 2021 : Nomination au Prix Juno de l'album de l'année pour l'album Les Antipodes[90]
- 2024 : Prix Juno de l’album francophone de l’année pour l’album En concert avec l'Orchestre symphonique de Montréal[20]

- 2025 : Nomination au Prix Juno de l’album francophone de l’année pour l’album Pub Royal[91]
- 2025 : Nomination au Prix Juno dans la catégorie Choix du public[91]

Gala des prix SOCAN
- 2006 : Prix de la chanson pop/rock pour Les étoiles filantes[92]
- 2013 : Prix de la chanson pop/rock pour On tient l'coup[93]

- 2020 : Prix de l'auteur-compositeur de l'année pour Jean-François Pauzé[94]
- 2021 : Prix de la chanson populaire francophone pour L'Amérique pleure[95]
- 2023 : Prix classique de la chanson pour Toune d'automne[96]

Autres
- 2023 : Médaille d'honneur de l'Assemblée nationale du Québec[97]
- 2023 : Prix patriote de l'année de la Société Saint-Jean-Baptiste de Montréal[98]
- 2023 : Prix Pierre-Le Sueur de la ville de l'Assomption[99]
- 2024 : Doctorat honorifique de l'Université du Québec en Outaouais (UQO)[100]
- 2024 : Insigne de l'Ordre des arts et des lettres du Québec[101]

Certifications
- 2004 : Disque platine pour l'album Break syndicale[102]
- 2006 : Disque double platine pour l'album La Grand-Messe[103]

- 2012 : Disque d'or pour l'album Que du vent[104]
- 2017 : Disque d'or pour l'album Octobre[105]

### Distinctions honorifiques
En avril 2023, les Cowboys fringants reçoivent la médaille d'honneur de l'Assemblée nationale du Québec pour leur contribution au rayonnement de la musique francophone et pour leur empreinte dans la culture québécoise.
En 2023, le groupe se voit décerner le prix « Patriote de l'année » par la Société Saint-Jean-Baptiste de Montréal (SSJB) pour leur contribution à la société québécoise.
En mai 2024, les membres du groupe deviennent docteurs honoris causa de l'Université du Québec en Outaouais pour leur apport à la scène culturelle québécoise et pour leur engagement pour les causes sociales et les enjeux environnementaux.